# Michael Storer
Michael Storer, nascido a 28 de fevereiro de 1997 em Perth, é um ciclista profissional australiano que atualmente corre para a equipa Team Sunweb.

## Palmarés
2016
- Grande Prêmio Sportivi di Poggiana

2017
- Grande Prêmio Indústrias do Mármore
- 1 etapa do An Post Rás

## Resultados nas Grandes Voltas
| Carreira        | 2017 | 2018  | 2019 |
| --------------- | ---- | ----- | ---- |
| Giro d'Italia   | -    | -     | -    |
| Tour de France  | -    | -     | -    |
| Volta a Espanha | -    | 117.º | 99.º |

-: não participa 

Ab.: abandono 